# Schloss Heringen

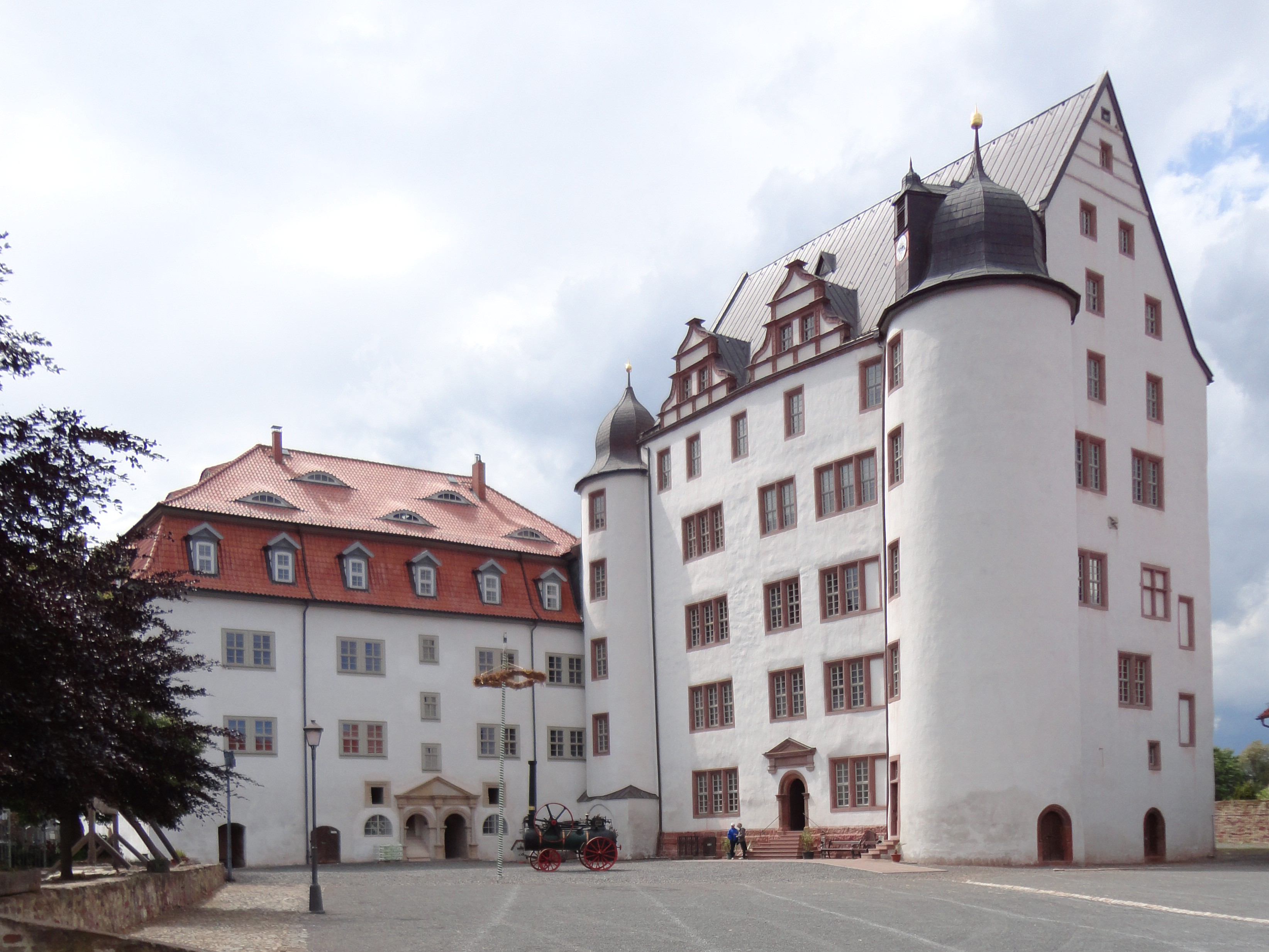
Schloss Heringen, Mai 2015 renoviert

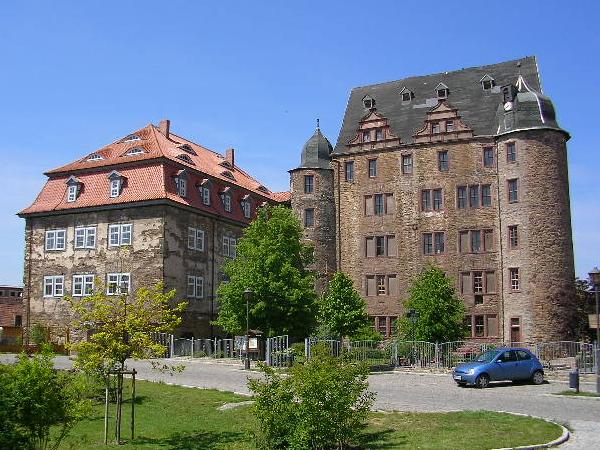
Schloss Heringen (2005)

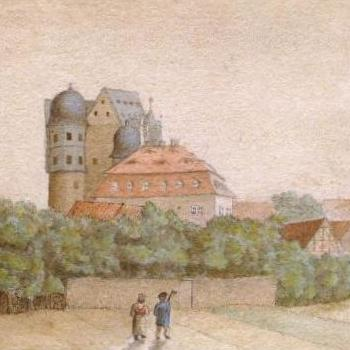
Das Heringer Schloss (etwa 1820)

Ausblick vom Schloss Heringen auf Schloßhof, Herrenhaus und Kyffhäuser

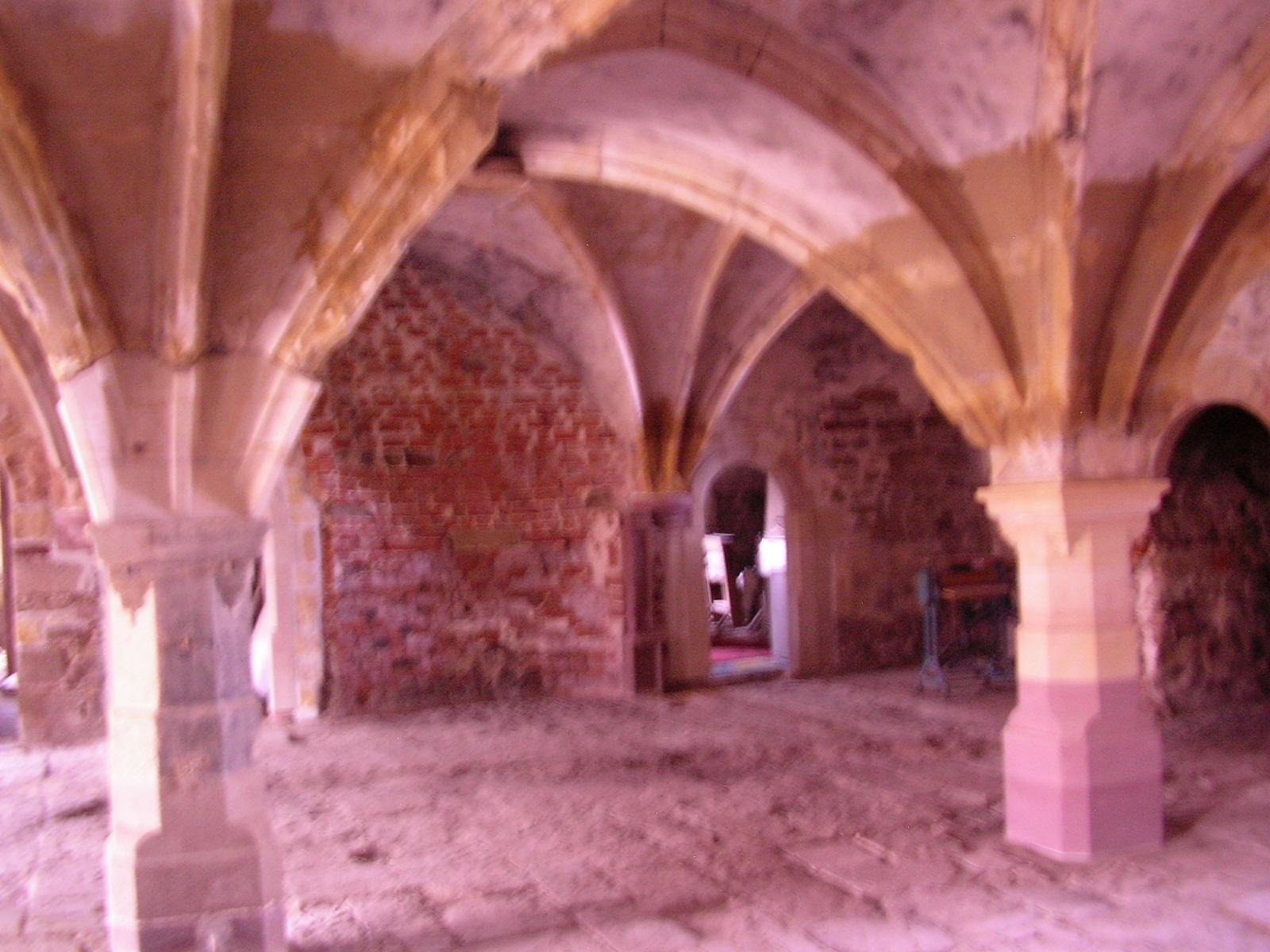
Kellergewölbe des neuen Schlosses (2008)

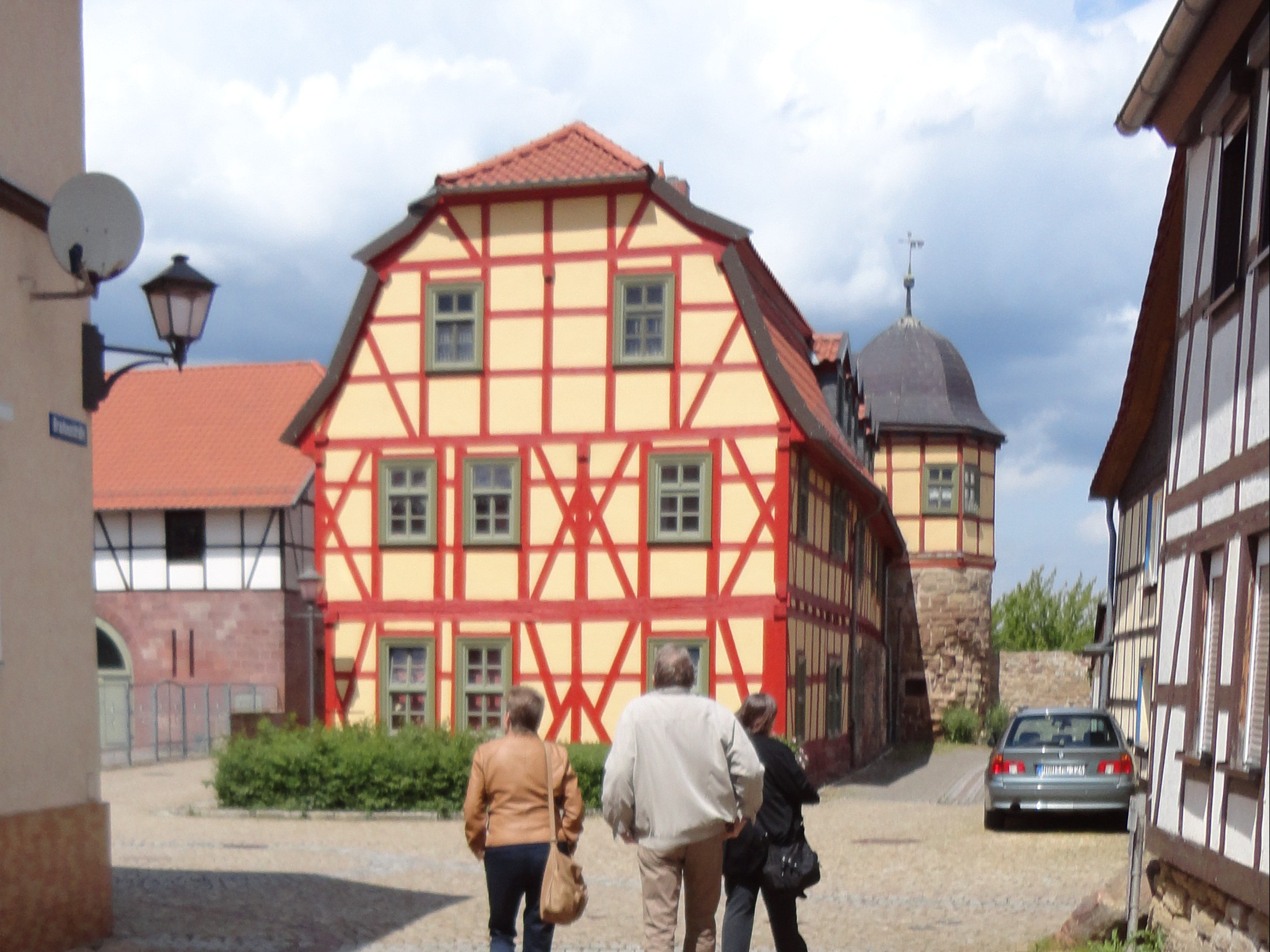
Das Herrenhaus in Heringen, 2015 von der Brauhausstraße aus gesehen. Rechts der zugehörige Turm mit dem Wimpel (LBS) von Ludwig Bernhard Schneidewind (1735/1790), einer der Amtsverwalter, die im Herrenhaus wohnten.

Schloss Heringen ist eine Schlossanlage der Renaissance in der thüringischen Stadt Heringen/Helme.

## Geschichte
Im Jahr 1155 wurde der Ort Heringen, gelegen an der alten Heerstraße Merseburg–Nordhausen, in einer Urkunde des Klosters Fulda erstmals urkundlich erwähnt. 1172 wird ein Rittergeschlecht von Heringen genannt, das wohl die Wasserburg südlich der Helme errichtet haben dürfte. Mit ihr sicherte man den Flussübergang. Die Grafen von Hohnstein kauften diese Burg um 1260–1300 von den Grafen von Beichlingen. Graf Dietrich IV. ließ 1318–27 eine Burg- und Stadtmauer mit Wehrtürmen sowie einen Wohnturm mit Bergfried, Kapelle und Wirtschaftshof errichten. Die Stadtrechte erhielt der Ort im Jahr 1327, als Heringen im Walkenrieder Urkundenbuch erwähnt wurde.
1406 und 1407 wurden Stadt und Burg erfolglos durch ein Reichsheer belagert. Als Graf Dietrich IX. von Hohnstein (Linie Hohnstein-Kelbra-Heringen) im Jahr 1417 starb, fiel die Stadt in Teilen an die Grafen von Schwarzburg und die Grafen zu Stolberg. Ab 1539 sind die Schwarzburger durch Verpfändung des Stolberger Anteils alleinige Herren. 1584 wird Graf Wilhelm I. von Schwarzburg-Frankenhausen Herr von Amt und Stadt Heringen. Nach dem Stadtbrand von 1590 erhielt die Burg den jetzt noch erhaltenen Schlosscharakter. Nach dem Tod Wilhelms I. erhält seine Frau, Gräfin Clara (1571–1658) Amt und Stadt Heringen als Wittum. 1598 zieht die junge Witwe in das Schloss ein und bewohnt es sechzig Jahre bis zu ihrem Tod 1658.
Die Schlossanlage mit dem sogenannten alten und neuen Schloss wurde in der Renaissance umgestaltet. Nach dem großen Brand von 1729 erfolgte der Wiederaufbau des neuen Schlosses, allerdings um ein Stockwerk niedriger. Über eine Wendeltreppe gelangten die Bewohner des Schlosses in alle Etagen. Die Räume hatten Fußböden aus Gips-Estrich und zum Teil bemalte Balkendecken.
Um 1729 erweiterte man das Schloss um ein seitlich angebautes barockes Fachwerk Herrenhaus, wohl auf älteren Grundmauern. Durch den Wiener Kongress wurde die Domäne und das Heringer Schloss im Jahr 1815 zum königlich-preußischen Besitz.
1801/1802 ist das Neue Schloss so stark beschädigt, dass man an einen Abriss denkt. Es erfolgt aber nur ein Teilabriss. Das Dachwerk und das 3. Obergeschoss werden abgetragen und das zeittypische Mansardendach aufgesetzt. Das Neue Schloss dient als Amts- und Gerichtssitz, das Alte Schloss weiterhin als Getreidespeicher. Bis 1945 ist die Schlossanlage mit der Domäne landwirtschaftlicher Betrieb und ab 1990 Eigentum der Gemeinde.
2004 beginnt unter Leitung des Thüringer Landesamtes für Denkmalschutz und Archäologie eine umfangreiche Sanierung der gesamten Schlossanlage. 2013 wird das Alte Schloss für die Einrichtung eines Museums und 2014 das Neue Schloss an die Mieter übergeben.

### Zeittafel
Evi Baumeister: Aus dem Dornröschenschlaf geweckt. Thüringische Landeszeitung, 21. Februar 2015
- 1322 Baubeginn der Kernburganlage durch die Grafen von Hohnstein
- 1327 Beendigung der Bauarbeiten an Burganlage, Stadtmauer und Wehrtürmen
- 16. Jahrhundert umfangreiche Reparatur- und Umbauarbeiten zum Renaissanceschloss
- 1598 bis 1658 diente es Clara von Schwarzburg als Witwensitz
- 1658 starb die Gräfin, worauf das Schloss mehr und mehr in Vergessenheit geriet
- 1721 letzter Hofbesuch durch Fürst Friedrich Anton von Schwarzburg
- 1815 Übergang durch Kauf in königlich-preußischen Besitz
- 1945 durch Bodenreform verstaatlicht und Nutzung durch LPG als Speicher und zur Hühnerhaltung
- 1960er Jahre: Abrisspläne
- 1973 gründet sich die Interessengemeinschaft Schloss Heringen
- 1980 Das Schloss wurde unter Denkmalschutz gestellt
- 1981 Beginn der Instandsetzung
- 1990 Sicherungsarbeiten am ruinösen Schloss
- 2000 bis 2003 wird das Umfeld des Schlosses neu gestaltet und Teile der alten Stadtmauer saniert
- 2004 Beginn umfassender, äußerer und innerer Sanierung, bis 2014 zehn Millionen Euro dafür eingesetzt
- 2015 beherbergt das wiederhergestellte Schloss die Stadtbibliothek, ein Museum, eine Puppensammlung, historische Arztpraxen und Sonderausstellungen
- 2019 Eröffnete die Archäologische Dauerausstellung „Das Älteste Dorf Thüringens“
- 2022 Eröffnung des 2. Obergeschoss zur Burg und Schlossgeschichte
- 2023 Eröffnung des 3. Obergeschoss – Leben und Wirken der Gräfin von Schwarzburg-Frankenhausen, Geschichte des Amtes Heringen
- 2024 geplante Umgestaltung des 4. Obergeschoss, derzeit Wohnwelten, Puppenausstellung, Arztpraxis

### Bericht von Zeitzeugen
Aus den Schriften meiner Schwiegermutter Erika Heußinger, entstanden 1882 aufgrund von Zeitzeugen, die ihre Vorfahren waren und im Schloss gewohnt hatten.

„Heringen ist zurückzuführen auf den Namen Heringa, genannt im 9. Jahrhundert. 1155 erfolgt ein Tausch eines Sumpfes gegen Güter in Werthern. 1231 wird ein Zeuge Conrad aus Heringen erwähnt. Heringen war zuerst im Besitz der Grafen von Beichlingen. Graf Friedrich IV., Stifter der Linie Beichlingen-Rothenburg und Burggraf von Kyffhausen, verkauft um 1300 Heringen an Graf Heinrich III. von Hohnstein. Nach 1330 teilten Heinrich IV. und sein Vetter Dietrich IV. ihre Erblande und so wurde letzterer Stifter der Linie Hohnstein-Heringen. Derselbe befestigte das Dorf Heringen und erhob es zur Stadt.
An der Südseite die verfallene doppelte Mauer, die innere Mauer umzog die Stadt und schloss sich an das Schloss an. Die äußere Mauer hatte dreiviertel vorspringende runde Türme, 10 Meter äußerem Durchmesser, die innere hatte runde nach innen offene Schalen. Die erste Anlage des Schlosses fällt in diese Zeit. Mauer und Schloss hielten im 17. Jahrhundert den Belagerungen stand.
1412 bis 1417 ging Stadt und Amt Heringen durch Verkauf in den gemeinschaftlichen Besitz von Schwarzburg und Stolberg über. 1432 und 1439 verkauften die Neffen Dietrichs IX. von Hohnstein-Heringen, Heinrich Reuß von Gera und Gottschalk von Plesse, ihre Anteile an Heringen ebenfalls an Schwarzburg und Stolberg, die nun zur gesamten Hand mit Stadt und Amt Heringen belehnt wurden. Im 16. Jahrhundert verpfändete Stolberg seinen Anteil an Heringen an Schwarzburg. Preußen löste denselben 1819 wieder ein und gab es gegen Erlegung der Pfandbücher an Stolberg-Stolberg zurück.
Das alte Schloss gibt es und das neue Schloss, das in seinem Unterbau sicherlich ebenso alt ist wie das alte Schloss nur ein Stockwerk niedriger wie das alte nach dem großen Brand 1729 mit einer Renaissancefassade. 1598 bis 1658 war es Witwensitz der Gräfin Clara von Schwarzburg, geborene Herzogin von Braunschweig-Lüneburg.
Das Erdgeschoss ist größtenteils im Kreuz gewölbt, eine Wendeltreppe führt durch alle Etagen. Alle vier Etagen hatten Fußböden von Gypsestrich und Balkendecken. Die erste und dritte Etage enthalten je einen einzigen großen Saal mit schwarz angestrichenen Deckenbalken und Ständern. Die gegypsten Felder der Decke sind mit schwarzen Linien eingefasst, ganz im Geschmack des beginnenden 17. Jahrhunderts (Zeichnungen von 1612 in Nürnberg des Deutschen Ordens Haus).“

## Museum

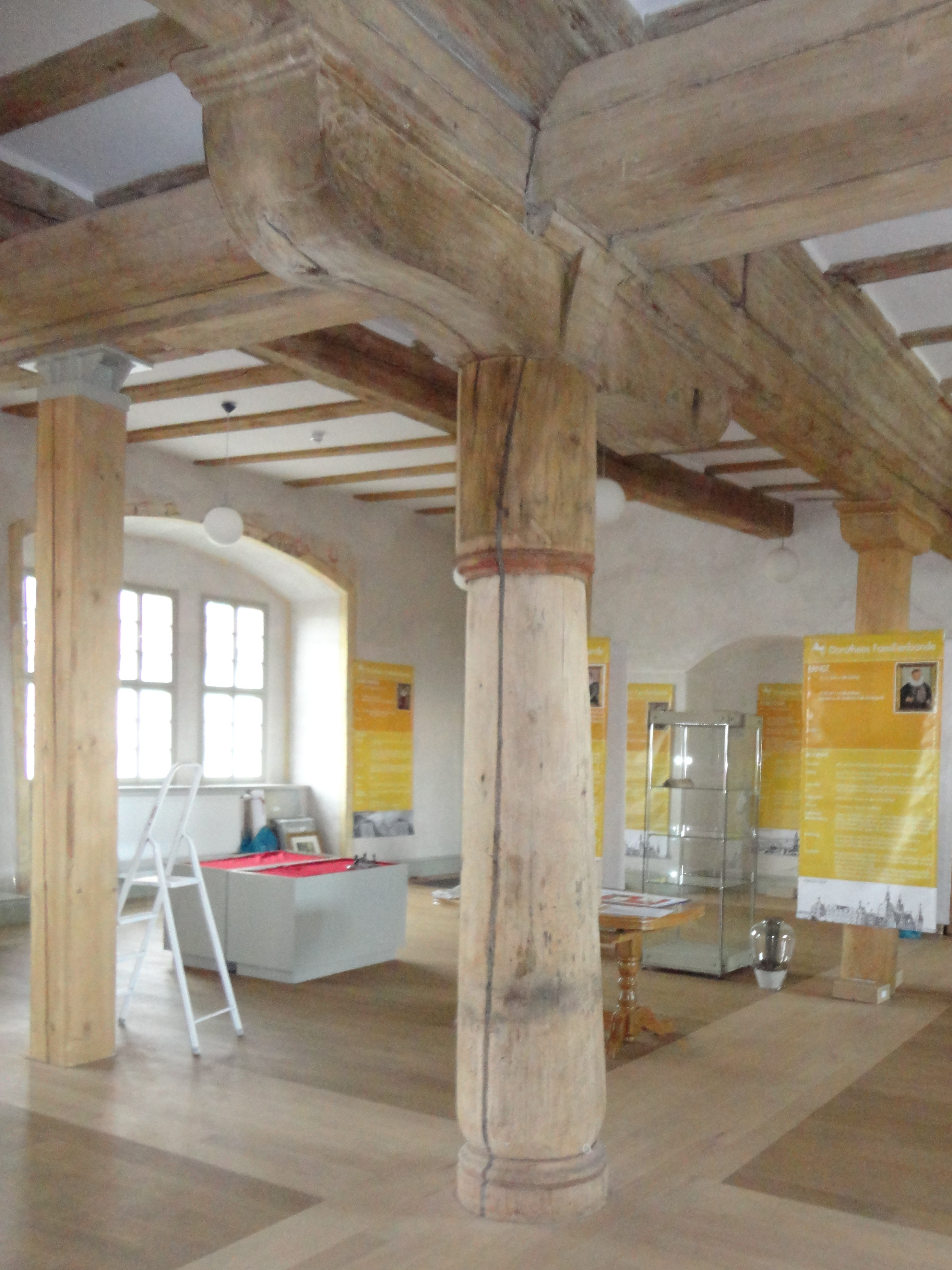
Der obere Saal mit den alten Deckenbalken im renovierten Schloss Heringen (2015)

Das Schloss Heringen kann besichtigt werden. Im Schloss finden auch Sonderausstellungen statt, ein Museum wurde nach und nach mit sehr alten Dokumenten, Bildern und Möbeln ergänzt. Zuletzt erfolgte der Innenausbau der oberen Stockwerke, so dass nach Fertigstellung die wertvollen Stücke hier präsentiert werden können. Originale von Ölgemälden früherer Bewohner und wertvolle Urkunden sind in der umfangreichen Ausstellung zu sehen.
Alle Ausstellungsbereiche sind über eine Wendeltreppe und einen Aufzug (bis zum 3. Obergeschoss) zu erreichen. Im Erdgeschoss des alten Schlosses liegt der Festsaal, in dem Veranstaltungen durchgeführt werden können. Der Eingang zum Museum befindet sich im Neuen Schloss, in dem es einen kleinen Museumsshop gibt.
- In der ersten Etage befindet sich die Archäologische Dauerausstellung „Das älteste Dorf Thüringens“. Eine erlebnisorientierte Ausstellung entführt die Besucher auf eine Zeitreise ins älteste Dorf Thüringens, wo man an verschiedenen Stationen Objekte anfassen und selbst ausprobieren darf. Auch erfahren Besucher die Besonderheit einer Kreisgrabenanlage oder stehen sich plötzlich der außergewöhnlichen „Dame der Goldenen Aue“ gegenüber. Ein Besuch, der sich sowohl für Erwachsene, Familien und Schulklassen lohnt.

- Die zweite Etage enthält den einstigen Prunksaal (die Hobedörnze wie man im 15. Jahrhundert gesagt hätte), ausgezeichnet durch bemalte Balken, gestellte und mit Jahrschnitt verzierte Träger und in der Form dorischer Säulen nach der Ordnung des Wignola auf hohen Postamenten gebildete Ständer. An der Ostwand bemerkt man die Pfeileransätze einer 2,4 Meter im Lichten weiten Kammer und an den Wänden die Spuren von rot in rot schallierten Malereien. In der Etage finden Trauungen statt und Kammerkonzerte.

- In der dritten Etage wird man über das Leben und Wirken der Gräfin Clara von Schwarzburg-Frankenhausen und die Geschichte des Amtes Heringen informiert. Dort finden auch Ausstellungen statt.

- Die vierte Etage – Wohnwelten (Küche um 1930–1950, Waschraum, Vorratsraum, Wohnzimmer, Arztpraxis Dr. Strecker und Schlafbereich hergerichtet). Schmuckstücke sind ein gusseiserner Herd und eine Waschmaschine. Ein Himmelbett aus dem Jahr 1960, eine Leihgabe der Museen der Stadt Nordhausen ist eine weitere Sehenswürdigkeit. Eine umfangreiche Sammlung von Puppen, Puppenwagen, Teddybären, Brettspiele und weitere Objekte aus der Welt der Spiele werden präsentiert.

- Im Turmzimmer sind ca. 100 Jahre alte Puppenstuben von H. Hentze, Weimar, ausgestellt.